# Sainte-Anne-d’Auray
Sainte-Anne-d’Auray település Franciaországban, Morbihan megyében. Lakosainak száma 2837 fő (2022. január 1.). Sainte-Anne-d’Auray Plumergat és Pluneret községekkel határos.

## Népesség
A település népessége az elmúlt években az alábbi módon változott:
| Lakosok száma | 1405 | 1512 | 1630 | 2102 | 2596 | 2633 | 2708 | 2770 | 2802 | 2837 |
|               | 1968 | 1982 | 1990 | 2006 | 2013 | 2015 | 2017 | 2019 | 2020 | 2022 |